# ائوریدیچه آکسن
ائوریدیچه آکسن (ایتالیایی: Euridice Axen؛ زادهٔ ۲۰ سپتامبر ۱۹۸۰) یک هنرپیشه اهل ایتالیا است. وی از سال ۲۰۰۰ میلادی تاکنون مشغول فعالیت بوده‌است.
از جمله آثار معروف وی می‌توان به مجموعه تلویزیونی محاکمه و جنایت‌های غیرحرفه‌ای (گروه تجسس) اشاره کرد.
همچنین وی دختر آدالبرتو ماریا مرلی است.